# Agrigento (provins)
Agrigento var en provins i regionen Sicilien i Italien. Agrigento var huvudort i provinsen. Provinsen etablerades 1861 i samband med Kungariket Sardiniens annektering av Kungariket Bägge Sicilierna. Provinsens ursprungliga namn var Girgenti men ändras 1927 till Agrigento när staden bytte namn. Provinsen upphörde 2015 när den ombildades till ett fritt kommunalt konsortium Agrigento.

## Världsarv i provinsen
- Arkeologiska området i Agrigento är världsarv sedan 1997.

## Administration
Provinsen Agrigento var indelad i 43 comuni (kommuner) 2015.